# トータス重突撃戦車
トータス重突撃戦車（トータスじゅうとつげきせんしゃ、Tank, Heavy Assault, Tortoise (A39)）はイギリスの重戦車である。第二次世界大戦中に設計開発されたが、終戦により6両の量産に留まった。本車は強固な防御地帯の敵兵力を排除する用途に開発された結果、機動性より防御能力を重視した。

## 開発

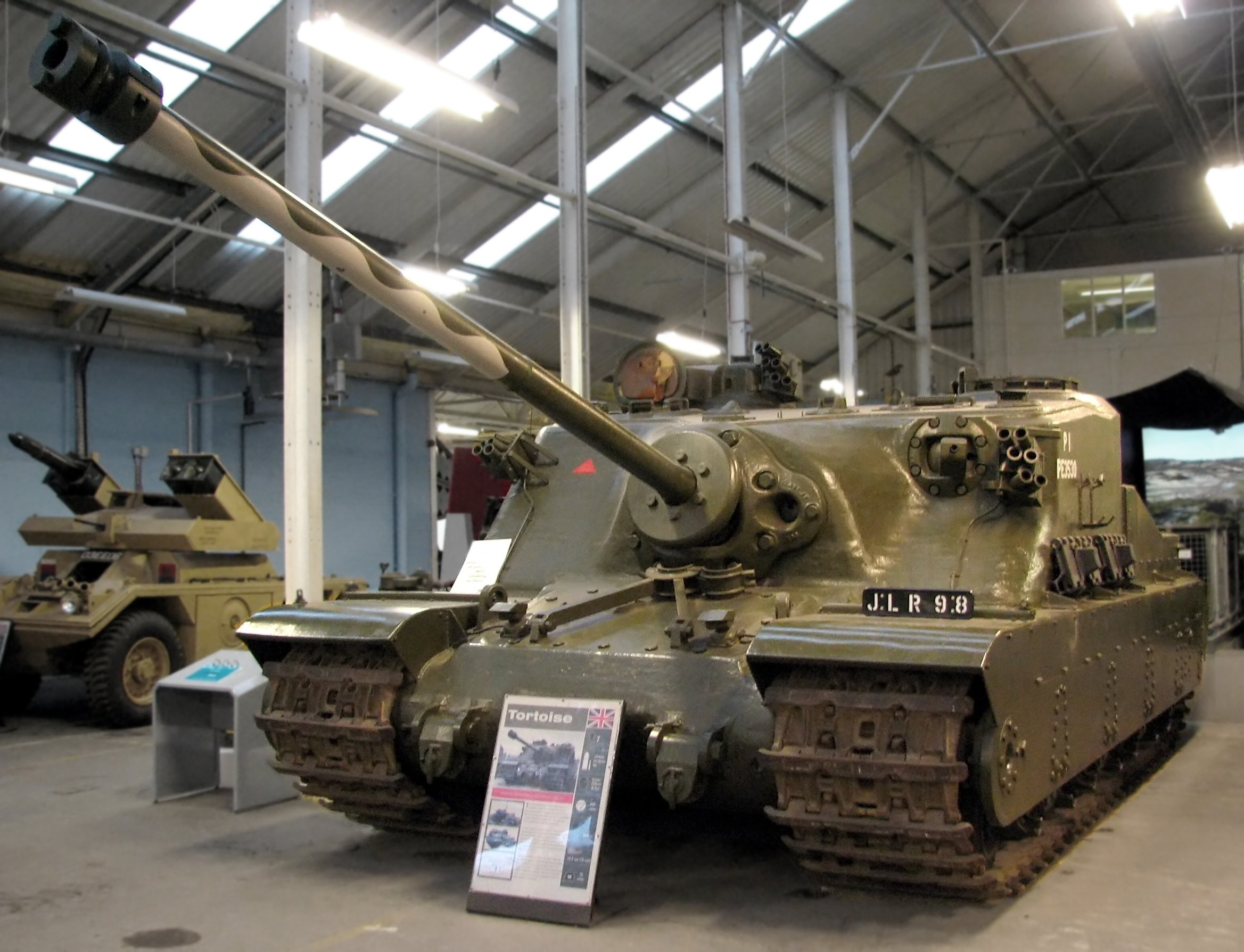
ボービントン戦車博物館に所蔵されているトータス

1943年の初め、連合軍は将来、ヨーロッパで大陸での反抗作戦に際し、ジークフリート線のような強固に要塞化された地帯に拠る敵と戦うことになるだろうと予想していた。そこで新しいクラスの車両が考案された。それは機動力よりも防御力を優先した突撃戦車だった。
当初、開発作業はクロムウェル巡航戦車を原型とするエクセルシアー重突撃戦車と、バレンタイン歩兵戦車を基礎にするヴァリアント歩兵戦車に集中された。さらにチャーチル歩兵戦車の装甲をアップグレードするプログラムもあった。
1943年4月、陸軍大臣と軍需省は突撃戦車に関する共同契約書を出した。この契約書で指定された仕様は不明確なもので、強固に防御された地帯で作戦を行う、特殊な目的を持つ車両であり、第79機甲師団の専門部隊に配備するものとされた。
ナッフィールド・オーガニゼーションでは1943年5月から1944年2月の間に、18通りの別々の設計（AT1からAT18まで）を立案して応えた。各設計案はどれも前のものより大きく重たいものに変更されていった。1944年2月にはAT16が設計完了され、戦車委員会によって25両をモックアップの段階から試作研究を経ず直接生産するという提案が承認された。それは本車を1945年9月には作戦投入可能にするという内容であった。25両の生産命令が陸軍省によって出され、作業が開始された。
戦争終結後、製造数が減らされ、本車は6台だけが生産された。試みにドイツへの輸送試験が行われた。本車の機械的信頼性、機関の十分な強力さ、砲台としての安定性が証明されたが、80tの大重量と3mの全高のために輸送が難しいこともまた明らかとなった。

## 解説
トータスは旋回砲塔の代わりに固定式の戦闘室を持ち、一般的な戦車よりは自走砲やドイツの駆逐戦車に近い。搭乗員の内訳は、車長、操縦手、砲手、2名の32ポンド砲装填手、2名の機関銃手である。
内部的には3つの区画に分割されている。操向変速装置が前部にあり、搭乗員は中央部に位置し、ロールスロイス・ミーティアエンジンが後部に収容された。両側面の緩衝装置はそれぞれ4組のボギーで構成された。ボギー1組は2組の転輪からなり、転輪のペアはトーションバーに接続された。
本車のメリット・ブラウン操向変速装置は逆回転機能を有し、それによって本車は前進するのとほぼ同じ速さで後退することができた。

## 兵装

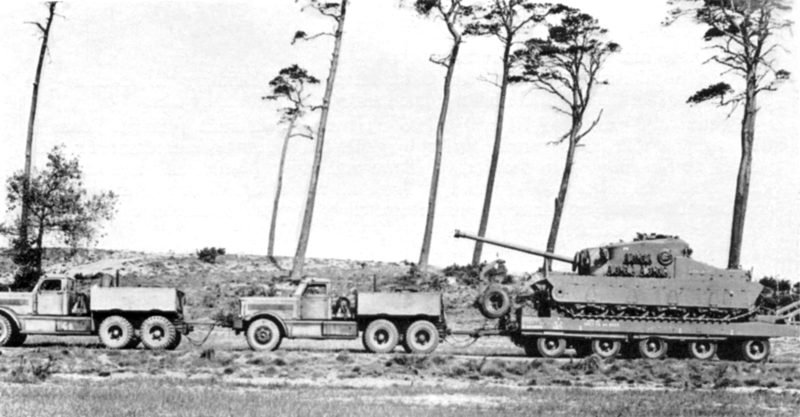
ライン川での輸送試験中にトレーラーで牽引されるトータス（1948年）

オードナンス QF 32ポンド砲の設計は、イギリス軍の3.7インチ高射砲を改造したものである。弾薬は装薬分離形式であり、弾頭は32ポンド（14.5kg）被帽徹甲弾を使用した。
射撃試験では、本砲は約1000ヤード（914m）からドイツ陸軍のV号戦車パンターの正面装甲を撃ち抜いて撃破した。
32ポンド砲は、補助動力付きの砲架に装備され、射界は限定されていた。砲架は、従来型のトラニオン（砲耳）を用いず、車体前面に突き出た大型球形砲架を通して装着され、255mmの装甲で防御された。その左側の球形装甲銃架にはBesa機関銃が据え付けられた。さらに2挺のBesa機関銃が　車体天井の右側に位置する銃塔に装備された。

## 残存車両
6両作られたトータスのうちの1両が残存。イギリスのボービントン戦車博物館でレストアされ、今も稼動状態で保管されている。

## 登場作品

### ゲーム
『World of Tanks』
イギリス軍の駆逐戦車として登場。また、本車へと繋がる開発ルートは、AT 2→AT 8→AT 7→AT 15→本車(AT 16)となっており、本車以前のATシリーズも開発可能である。
『War Thunder』
イギリス陸軍の駆逐戦車Tortoiseとして登場。
『トータル・タンク・シミュレーター』
英国の重駆逐戦車TORTOISEとして登場。